# 洛基·德拉富恩特
羅克·「洛基」·德拉富恩特·格拉（英語：Roque "Rocky" De La Fuente Guerra；1954年10月10日—），是一名美國商人和政治活動家。他曾競逐2016年美國參議院佛羅里達州民主黨初選的提名和2016年美国民主黨總統初選提名，但均告失敗。其後他以美國德爾塔黨及美國改革黨候選人身分參選2016年美國總統選舉。
2020年，他以聯盟黨及美國改革黨候選人身分參選2020年美國總統選舉。

## 2016年總統競選

參與民主黨總統初選選票獲得分布
列於選票
手寫獲得或作「其他」
不列於選票

代表美國德爾塔黨及美國改革黨總統選票獲得分布
列於選票
手寫獲得
待處理訴訟
不列於選票

德拉富恩特參與了2016年美國總統選舉，最初他參與競逐民主黨黨內提名，惟在2016年民主黨全國代表大會前未曾贏得任何初選和獲得任何代表支持。後來他創立美國德爾塔黨（American Delta Party），以第三黨身分
（兼為美國德爾塔黨及美國改革黨總統候選人）參與總統選舉，於佛羅里達州、路易斯安那州和密西西比州的選票列出。其競選搭檔為佛羅里達州的邁克爾·斯坦伯格（Michael Steinberg）。

## 2016年參議院競選
2016年6月20日，德拉富恩特支付10,440美元資格費參與2016年美國參議院佛羅里達州民主黨初選，將與派翠克·墨菲、阿蘭·蓋雷森、帕姆·基思（Pam Keith）及雷金納德·拉斯特（Reginald Luster）競逐黨內提名。最後墨菲取得提名，德拉富恩特則在五名候選人排第四，獲得60,606張選票（5.38%）。

## 外部連結
- 洛基2016年總統競選網站
- C-SPAN內的頁面（英文）
- 專欄作家戴夫·巴里與德拉富恩特會面（Columnist Dave Barry on meeting De la Fuente） （页面存档备份，存于）
- . WOOD-TV. 2016-03-04  [2016-03-05]. （原始内容存档于2016-03-06）.